# Château Léoville-Poyferré
Koordinaten: 45° 9′ 49,5″ N, 0° 44′ 22,8″ W

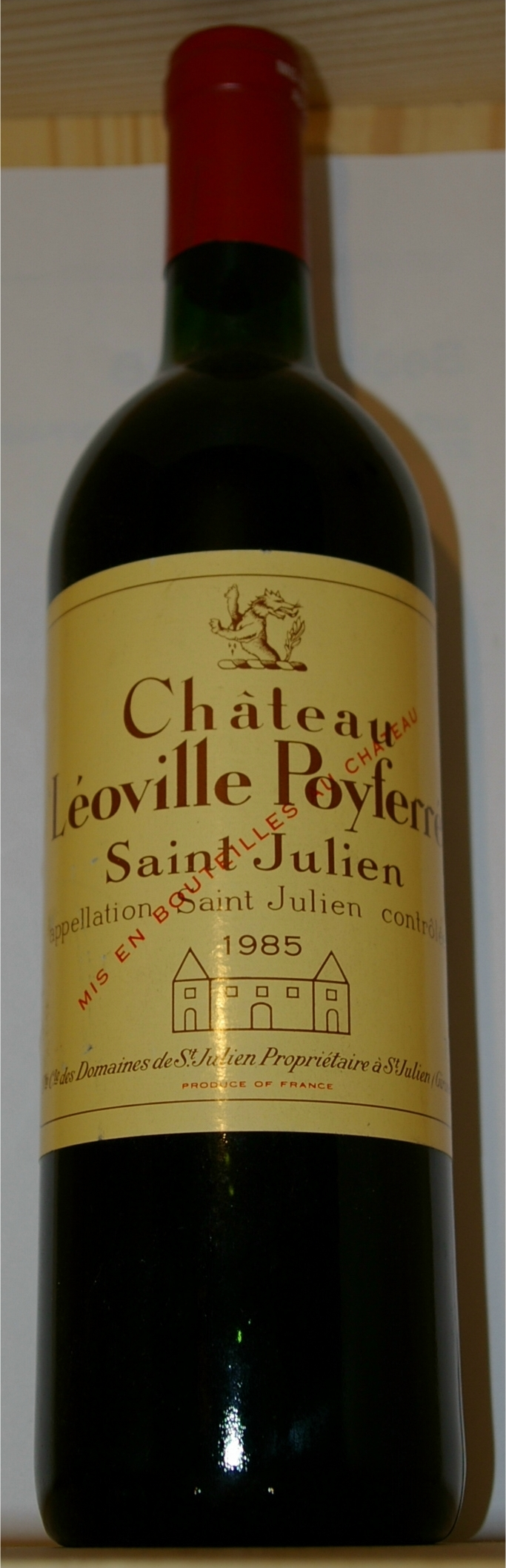
Léoville Poyferré 1985

Das Château Léoville-Poyferré ist eines der bekannten Weingüter von Bordeaux. Seit der Klassifikation von 1855 ist das Weingut als Deuxieme Grand Cru Classé eingestuft, zweithöchste Stufe der Klassifikationen.
Es liegt in Saint Julien, in Nachbarschaft zum Ort Pauillac an der «Route du Vin», der Départementstraße No. 2.
Die drei Güter Léoville (las Cases, Barton und Poyferré) gehörten bis ins 18. Jahrhundert zusammen. Poyferré ist in der Größe das mittlere von ihnen und fertigt den (manchmal zu Unrecht) als „geringer“ eingeschätzten Wein der drei Güter.
Ein Durchbruch gelang mit den Jahrgängen 1995 und 1996 (Beginn der Beratung durch Michel Rolland). Die Weine sind seither bulliger und konzentrierter mit einer Tendenz zur Neuen Welt. Die besten je dort entstandenen Weine bislang sind die aus dem Jahrgang 2009, der von dem Weinkritiker Robert Parker mit 100 "Parker-Punkten" bewertet wurde. Eine Flasche des 2009er Jahrgangs ist selten unter 230,- Euro zu erstehen (Stand 2016; jeweils 0,75 Liter).
Von den 95 Hektar des Weinguts sind 80 mit Weinreben bepflanzt. Ca. 65 % sind mit Trauben der Rebsorte Cabernet Sauvignon, 23 % mit Merlot, 8 % mit Petit Verdot und 4 % mit Cabernet Franc bepflanzt. 

## Geschichte
Die Rebflächen des Châteaus sind Teil des ehemals noch weitaus größeren Besitzes von Léoville: Anfang des 17. Jahrhunderts gehörten die Ländereien entlang der Gironde zur Seigneurie de Lamarque. Es war ein Verdienst der Holländer, die Feuchtflächen entlang des Flusses trockengelegt zu haben. Auf einer frühzeitig trockengelegten Fläche auf einer höher gelegenen Kieskuppe wurden im Jahr 1638 erste Nutzflächen angelegt. Ab der zweiten Hälfte des 17. Jahrhunderts legte die Familie de Moytié erste Rebflächen an. Später erhielt die Kieskuppe den Namen Mont Moytié. Im Jahr 1707 übernahm der Politiker und Präsident des Parlaments von Bordeaux den Besitz und vermachte ihn später an seine beiden Töchter. Eine der Frauen heiratete den einflussreichen Blaise Antoine Alexandre de Gasq, Seigneur von Léoville und ebenfalls Mitglied des Parlaments von Bordeaux. Nach Erbstreitigkeiten der Moytié-Töchter gelang es de Gasq, die getrennten Besitztümer wieder zu vereinen. Die Flächen reichten von Château Beychevelle im Süden bis an Château Latour in Pauillac im Norden.
De Gasq verstarb 1769 kinderlos, und der Léoville-Besitz ging an eine Erbgemeinschaft von vier Neffen unter dem Vorsitz von Marquis de Las Cases Beauvoir. Verwaltet wurde der Besitz von Jean-Pierre d’Abbadie sowie von Bernard und Jean-Joseph d’Alozier. Während der Wirren der französischen Revolution musste der Marquis außer Landes fliehen. Ihm gelang es jedoch, seinen Besitz zu behalten und ihn nicht als Gemeingut (Bien national) zu verlieren. Er trennte sich lediglich von einem knappen Viertel der Flächen, die später von dem aus Irland stammenden Weinhändler Hugh Barton zu Château Léoville-Barton geformt wurden.
Der Sohn des Marquis, Pierre-Jean de Las Cases, Maréchal de Camps leitete die Geschicke des verbliebenen Gutes ab 1815. Im Jahr 1840 wurde der Besitz im Wege der Erbfolge weiter aufgeteilt. Während Pierre-Jean de Las Cases nahezu zwei Drittel behielt (das heutige Château Léoville-las-Cases), wurde das andere Drittel seiner Schwester Jeanne de Las Cases übertragen. Durch ihre Heirat mit Jean-Marie de Poyferré entstand der Name Château Léoville-Poyferré.